# Lực lượng Vũ trang Liban
Quân đội Liban (tiếng Ả Rập:الجيش اللبناني; tiếng Pháp: Forces armées libanaises) là quân lực chính quy của Liban, bao gồm ba nhánh: lục quân, không quân và hải quân.

## Tổng quan
Nhiệm vụ chính của quân đội Liban là gìn giữ an ninh và ổn định quốc gia, canh giữ biên phòng, cứu tế, cứu hỏa và phòng chống buôn lậu ma túy. Cả ba nhánh quân sự đều nằm dưới sự chỉ huy của bộ tư lệnh Liban, đóng tại Yarzeh, nằm phía đông của thủ đô Beirut. Toàn quốc có sáu trường dự bị quân sự, một số học viên được du học quân sự. Quân đội Liban có 85% thiết bị quân sự sản xuất tại Hoa Kỳ, còn lại có từ Anh, Pháp và Liên Xô/Nga.

### Lục quân Liban
Lục quân Liban gồm có:
- 5 Bộ tư lệnh vùng;
- 11 Sư đoàn cơ giới;
- 1 Sư đoàn phòng vệ;
- 1 Trung đoàn lính đặc công;
- 5 Trung đoàn biệt động;
- 1 Trung đoàn không quân;
- 1 Trung đoàn đặc công hải quân;
- 2 Trung đoàn pháo binh;
- Sư đoàn phòng vệ công cộng có nhiệm vụ bảo vệ tổng thống trong các chuyến công du.

Trang thiết bị của quân đội Liban:
- Khoảng 700 xe bọc thép các loại do Hoa Kỳ chế tạo như Ford Motor M-113;
- 100 xe tăng hạng trung của Hoa Kỳ chế tạo như M-48 A1/A5;
- 200 xe tăng hạng trung của Liên Xô như T-54/T-55;
- 40 xe tăng hạng nhẹ AMX-13 của Pháp;

Ngoài ra còn có các loại vũ khí cá nhân khác.
Không quân còn có thêm:
- 30 máy bay trực thăng Bell UH-1H;
- 4 máy bay trực thăng Robinson R44 Raven II.

Các máy bay này trú tại căn cứ không quân Rayak ở miền Đông nước này.

### Hải quân Liban
Hải quân Liban đáp ứng cho nhiệm vụ bảo vệ bờ biển, bảo vệ các cảng biển và chiến đấu chống lái sự buôn lậu hàng hóa bất hợp pháp.
Trang bị hải quân gồm:
- 5 tàu tuần tra lớp ATTACKER - lượng giãn nước 38 tấn;
- 2 tàu tuần tra lớp TRACKER - lượng giãn nước 31 tấn;
- 2 tàu lớp EDIC do Pháp sản xuất - lượng giãn nước 670 tấn;
- 25 tàu tuần tra ven bờ lượng giãn nước 6 tấn [1].

## Nghĩa vụ quân dịch
Đàn ông Liban thực hiện chế độ quân dịch với thời gian một năm. Ngày 4 tháng 5 năm 2005, một chế độ quân dịch mới đã được áp dụng, thời gian thực hiện nghĩa vụ là 6 tháng và phải cam kết kết thúc nghĩa vụ quân dịch trong 2 năm.